# Messincourt
Messincourt és un municipi francès situat al departament de les Ardenes i a la regió del Gran Est. L'any 2007 tenia 588 habitants.

## Demografia

### Població
El 2007 la població de fet de Messincourt era de 588 persones. Hi havia 208 famílies de les quals 40 eren unipersonals (16 homes vivint sols i 24 dones vivint soles), 60 parelles sense fills, 84 parelles amb fills i 24 famílies monoparentals amb fills.
La població ha evolucionat segons el següent gràfic:
Habitants censats

### Habitatges
El 2007 hi havia 242 habitatges, 212 eren l'habitatge principal de la família, 10 eren segones residències i 20 estaven desocupats. 233 eren cases i 9 eren apartaments. Dels 212 habitatges principals, 183 estaven ocupats pels seus propietaris, 24 estaven llogats i ocupats pels llogaters i 5 estaven cedits a títol gratuït; 6 tenien dues cambres, 15 en tenien tres, 53 en tenien quatre i 138 en tenien cinc o més. 156 habitatges disposaven pel capbaix d'una plaça de pàrquing. A 82 habitatges hi havia un automòbil i a 99 n'hi havia dos o més.

### Piràmide de població
La piràmide de població per edats i sexe el 2009 era:
| Homes | Edats   | Dones |
| ----- | ------- | ----- |
| 0     | 95 o +  | 4     |
| 0     | 90 a 94 | 0     |
| 4     | 85 a 89 | 4     |
| 8     | 80 a 84 | 4     |
| 12    | 75 a 79 | 20    |
| 12    | 70 a 74 | 16    |
| 12    | 65 a 69 | 24    |
| 8     | 60 a 64 | 16    |
| 8     | 55 a 59 | 12    |
| 20    | 50 a 54 | 8     |
| 8     | 45 a 49 | 28    |
| 12    | 40 a 44 | 12    |
| 20    | 35 a 39 | 12    |
| 20    | 30 a 34 | 32    |
| 20    | 25 a 29 | 12    |
| 16    | 20 a 24 | 8     |
| 28    | 15 a 19 | 16    |
| 8     | 10 a 14 | 12    |
| 28    | 5 a 9   | 20    |
| 20    | 0 a 4   | 8     |

## Economia
El 2007 la població en edat de treballar era de 372 persones, 254 eren actives i 118 eren inactives. De les 254 persones actives 220 estaven ocupades (142 homes i 78 dones) i 34 estaven aturades (16 homes i 18 dones). De les 118 persones inactives 27 estaven jubilades, 33 estaven estudiant i 58 estaven classificades com a «altres inactius».

### Ingressos
El 2009 a Messincourt hi havia 225 unitats fiscals que integraven 639 persones, la mediana anual d'ingressos fiscals per persona era de 13.810 €.

### Activitats econòmiques
Dels 5 establiments que hi havia el 2007, 1 era d'una empresa de construcció, 1 d'una empresa immobiliària, 1 d'una empresa de serveis, 1 d'una entitat de l'administració pública i 1 d'una empresa classificada com a «altres activitats de serveis».
Dels 3 establiments de servei als particulars que hi havia el 2009, 1 era un guixaire pintor, 1 perruqueria i 1 agència immobiliària.
L'any 2000 a Messincourt hi havia 6 explotacions agrícoles.

## Equipaments sanitaris i escolars
El 2009 hi havia una escola elemental.

## Poblacions més properes
El següent diagrama mostra les poblacions més properes.